# Parafia św. Katarzyny w Nasielsku
Parafia pw. św. Katarzyny w Starych Pieścirogach – parafia należąca do dekanatu nasielskiego, diecezji płockiej, metropolii warszawskiej. 
Siedziba parafii jest oddaloną o 3,5 km od Nasielska i 1 km od stacji kolejowej Nasielsk. 

## Historia parafii
Parafia erygowana w 1991 roku przez biskupa Zygmunta Kamińskiego poprzez odłączenie fragmentu wiejskiego obszaru z parafii św. Wojciecha w Nasielsku. Tymczasowa kaplica parafialna pw. św. Katarzyny została zbudowana w ciągu zaledwie dwóch miesięcy latem 1990. Pierwszym proboszczem parafii mianowano ks. Jana Majewskiego, dotychczasowego wikariusza parafii w Nasielsku.
Od 2006 nieopodal kaplicy rozpoczęto budowę docelowego kościoła parafialnego. Pierwsza msza święta została w nim odprawiona przy stanie surowym wnętrza na pasterkę 2012. Od kwietnia 2014 wszystkie nabożeństwa sprawowane są w nowej świątyni, która jest sukcesywnie doposażana (m.in. chrzcielnica, oświetlenie, systemy ogrzewania i wentylacji). 
Dnia 17 maja 2015 biskup płocki Piotr Libera dokonał konsekracji kościoła, nadając mu tytuł Miłosierdzia Bożego. 
Na mocy dekretu z 18 maja 2018 z dniem 30 czerwca 2018 dotychczasowy proboszcz ks. Jan Majewski został przeniesiony na emeryturę, z zachowaniem mieszkania jako rezydent w parafii. Nowym proboszczem od 1 lipca 2018 mianowany ks. mgr Sławomir Wiśniewski, dotychczasowy proboszcz parafii Miłosierdzia Bożego w Gostyninie. 

## Obszar parafii

### Miejscowości i ulice
W granicach parafii znajdują się miejscowości:
- Chlebiotki,
- Mogowo,
- Morgi,
- Nowe Pieścirogi,
- Stare Pieścirogi,
- część Siennicy
- Mokrzyce Włościańskie.